# Huis Pompei

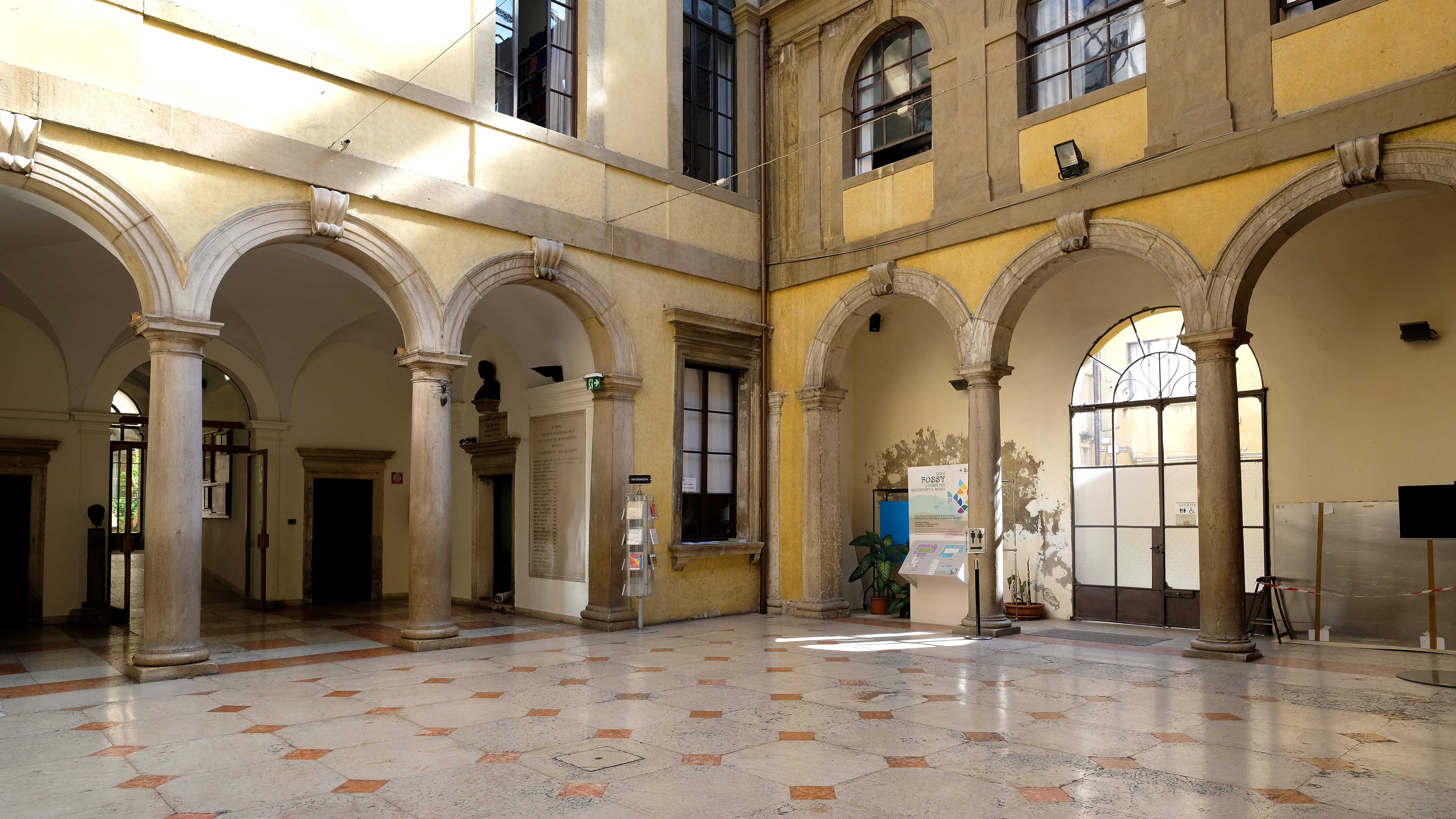
Palazzo Pompei in Verona, Italië

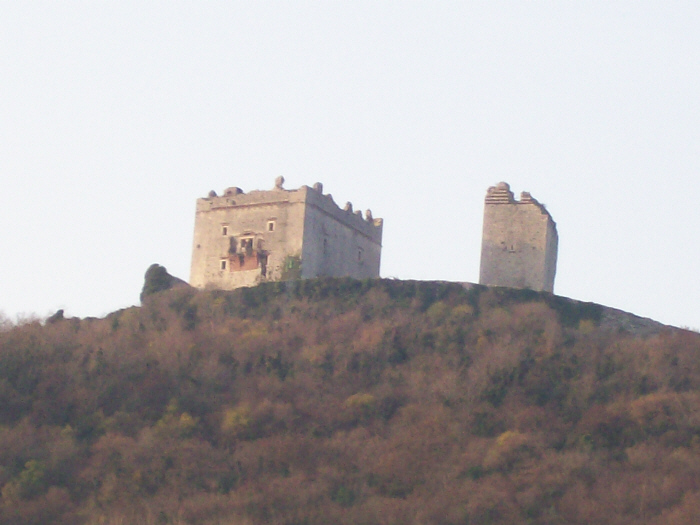
Castello Illasi in Illasi, Italië

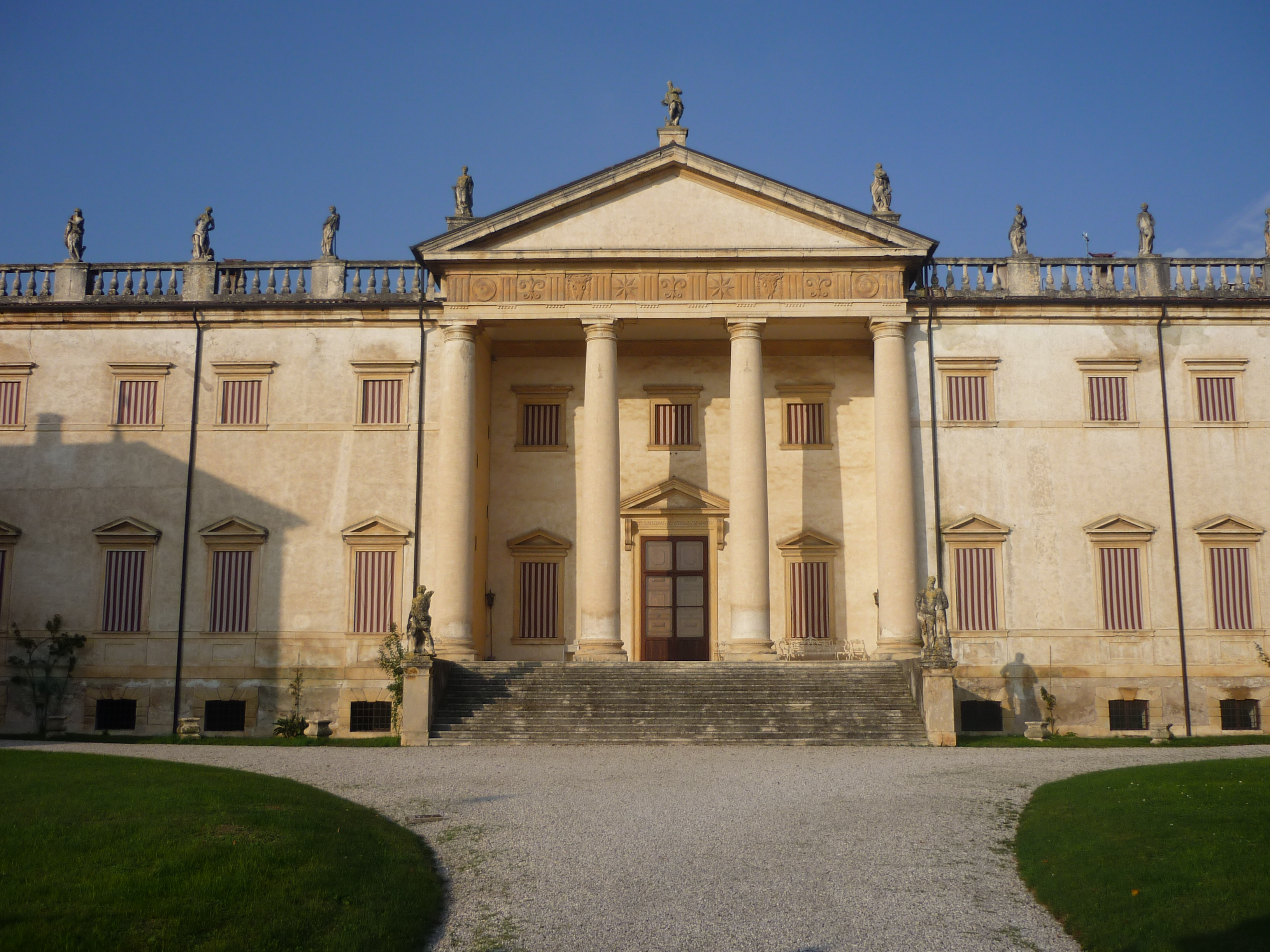
Villa Pompei-Carlotti in Illasi

Het Huis Pompei was een patriciërsfamilie en later een adellijke familie in Verona, een Noord-Italiaanse stad destijds in de republiek Venetië. 
Zij droegen de titel van graaf van Illasi. Illasi is een dorp in de provincie Verona.

## Historiek
De familie Pompei woonde oorspronkelijk in Illasi, een dorp nabij de stad Verona. Nadat Verona toetrad tot de republiek Venetië, stelden de Pompei's zich volledig in dienst van het regerende Huis Da Scala in Verona, en dus in dienst van Venetië. Doge Nicolò Marcello verleende aan Giovanni Pompei en zijn broers alle voorrechten die bij de status van een patriciër behoorden (1474). Hiermee gaf de doge een beloning aan Giovanni Pompei voor zijn strijd als condottiere in dienst van de republiek. Andere leden van de familie Pompei vochten eveneens voor Venetië. Voor de familie Pompei was de erkenning door de doge een eerherstel voor een oude status van voorman die ze, volgens hun versie, in de middeleeuwen waren kwijt gespeeld. 
Kort nadien, begin 16e eeuw, werd de familie geadeld (1509). De doge van Venetië verhief Illasi tot graafschap. Girolamo Pompei was de eerste graaf van Illasi; dit had hij te danken aan de nederlaag die hij toebracht aan Francesco II Gonzaga, markgraaf van Mantua, die de republiek verraden had. De Pompei's lieten hun macht gelden in het dorp Illasi. Het regende klachten (1563) bij de baljuw en de dorpspastoor in Illasi over hoe ze mensen afranselden, beekjes afleidden, wegen bezetten, taksen hieven en met wapens paradeerden.
In diezelfde 16e eeuw kocht het Huis Pompei twee kastelen. Het ene was het stadspaleis van de familie Lavezzola in Verona; het paleis droeg voortaan de naam Palazzo Pompei. Het tweede kasteel was het oude middeleeuwse Castello Illasi, dat tot dan in handen was van het regerende Huis Da Scala. 
De adellijke familie Pompei resideerde in Verona, in het Palazzo Pompei. In Illasi circuleerden verhalen over wreedheden begaan door de familie Pompei; de naam van Teodora Da Lisca Pompei viel hierbij. Een andere vrouw uit de familie, Ginevra Serego, was betrokken bij een moord. En Flavia Malaspina was een vrouw die een van de Pompei’s ontvoerd had om haar te dwingen met hem te huwen; Flavia werd opgesloten in Illasi.
Begin jaren 1700 liet de familie de middeleeuwse burcht achter zich en ze bouwde een villa in Illasi. Deze wordt Villa Pompei genoemd. Vanaf de jaren 1790 geraakte het stadspaleis in Verona onbewoond. 
Na de val van Napoleon en de installatie van het koninkrijk Lombardije-Venetië onder Oostenrijks bestuur, wensten de Pompei’s hun titel van graaf terug te krijgen. Keizer Frans I van Oostenrijk weigerde dit. De Pompei’s richtten zich een tweede maal tot het hof in Wenen en verkregen alsnog de titel van graaf terug. 
Alessandro Pompei schonk het stadspaleis aan de stad Verona in het jaar 1833, die er een museum van maakte. Guilio Pompei was de laatste telg van het grafelijk Huis Pompei. Bij testament schonk hij alles aan een verre neef, de markies Giulio Carlotti (1848). Giulio Pompei stierf in 1852. De Villa Pompei in Illasi heette voortaan Villa Pompei-Carlotti.

## Enkele telgen
- Giovanni Pompei (15e eeuw): hij was de eerste in de familie die patriciër in Verona werd.
- Girolamo Pompei (16e eeuw), bijgenaamd de Malanchino: hij was de eerste graaf van Illasi.
- Teodora Da Lisca Pompei (16e eeuw): aan haar werden wreedheden in Illasi toegeschreven.
- Alessandro Pompei (1705-1772): architect, schilder en schrijver in Verona
- Girolamo Pompei (1731-1788): dichter en toneelschrijver
- Alessandro Pompei (19e eeuw): hij schonk het Palazzo Pompei aan de stad Verona (1833)
- Giulio Pompei (19e eeuw): met zijn dood in 1852 stierf het grafelijk Huis Pompei uit.

## Nagelaten gebouwen door de Pompei’s
- Palazzo Pompei in Verona
- Castello Illasi in Illasi: een middeleeuws kasteel waarvan de Pompei’s de laatste eigenaar waren
- Villa Pompei-Carlotti in Illasi.